# Iuliu Herbay
Iuliu Herbay (n. 1859 – d. 1919, Arad) a fost un deputat în Marea Adunare Națională de la Alba Iulia, organismul legislativ reprezentativ al „tuturor românilor din Transilvania, Banat și Țara Ungurească”, cel care a adoptat hotărârea privind Unirea Transilvaniei cu România, la 1 decembrie 1918.:p. 77

## Biografie
A fost membru în clubul român comitates și membru al societății "Caritatea" pentru ajutorarea învățătorilor români.:p. 84

## Activitatea politică

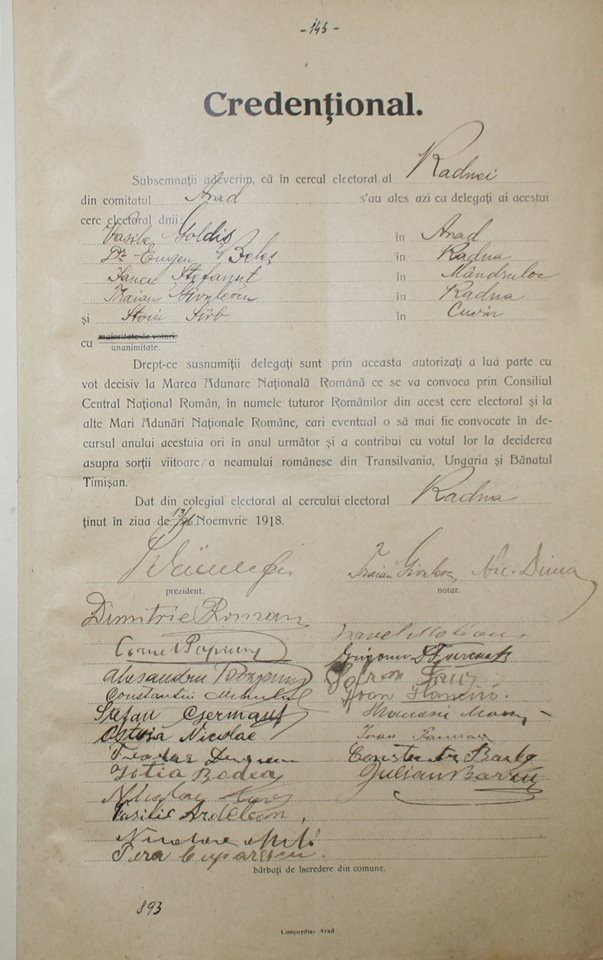
Credențional

Ca deputat în Adunarea Națională din 1 decembrie 1918 a reprezentat, ca delegat de drept, "Asociația arădeană pentru cultura poporului român" :p. 84